# Makmur Jaya (Simpang Kiri)
Makmur Jaya is een bestuurslaag in het regentschap Subulussalam van de provincie Atjeh, Indonesië. Makmur Jaya telt 1500 inwoners (volkstelling 2010).